# 凱夫鎮區 (阿肯色州夏普縣)
凱夫鎮區（英語：Cave Township）是位於美國阿肯色州夏普縣的一個行政鎮區。

## 地方資料
凱夫鎮區的面積為57.93平方千米，當中陸地面積為57.87平方千米，而水域面積為0.06平方千米。根據2010年美國人口普查的數據，當地共有人口2611人，而人口密度為每平方千米45.07人。